# 2-Methylbuttersäureethylester
2-Methylbuttersäureethylester ist eine chemische Verbindung aus der Gruppe der Carbonsäureester, die in zwei enantiomeren Formen vorkommt. Sie entsteht durch Veresterung von 2-Methylbuttersäure mit Ethanol.

## Vorkommen
Die Verbindung kommt in der Natur in Früchten wie Äpfeln, Erdbeeren und Orangen  vor. Es ist auch für das fruchtige Aroma verschiedener französischer Wurstsorten, von spanischem Schinken (z. B. Serrano-Schinken) und besonders italienischem Parmaschinken verantwortlich.

## Eigenschaften
Es handelt sich um eine entzündliche, flüchtige, gelbe Flüssigkeit mit fruchtigem Geruch, die praktisch unlöslich in Wasser ist. Sie besitzt eine dynamische Viskosität von 30 mPa·s. Der fruchtige Geruch nach Apfel geht vor allem vom S-Isomer aus.

## Verwendung
2-Methylbuttersäureethylester wird als Geruchsstoff und Aroma verwendet.

## Sicherheitshinweise
Die Dämpfe von 2-Methylbuttersäureethylester können – wie zahllose andere flüchtige organisch-chemische Verbindungen – mit Luft ein explosionsfähiges Gemisch (Flammpunkt 26 °C) bilden.